# セヴンス・サイン
『セヴンス・サイン』（The Seventh Sign）は、1994年に発表されたイングヴェイ・マルムスティーンの7作目のスタジオ・アルバム。

## 概要
前作『ファイアー・アンド・アイス』から2年ぶりとなるスタジオ・アルバムで、ヴォーカルに元ラウドネスのマイク・ヴェセーラを迎えて制作された。日本版ジャケットの帯解説は「究極のクラシカル・フレイバー!イングヴェイの最高傑作、ついに完成!」である。
ジャケットのデザインは、欧米盤と日本盤では異なっており、本人は日本盤のジャケットが嫌いなようで、鼻の三角を見て「俺の顔に三角を書きやがって」と激怒したと語っている。
またヴォーカルの選出にはとても苦労しており、ドン・ドッケン、ロニー・ジェイムス・ディオ、イアン・ギラン、スティーヴ・ペリー、ケリー・キーリングや過去にバンドに属したジョー・リン・ターナー、ジェフ・スコット・ソート、マーク・ボールズにまで加入の話やセッションを行ったと語っている。

## 収録曲
| 全作曲: イングヴェイ・マルムスティーン。 |                                                         |                                                    |                                |      |
| #                                        | タイトル                                                | 作詞                                               | 作曲・編曲                     | 時間 |
| 1.                                       | 「ネヴァー・ダイ」(Never Die)                           | イングヴェイ・マルムスティーン                     | イングヴェイ・マルムスティーン | 3:29 |
| 2.                                       | 「アイ・ドント・ノウ」(I Don't Know)                    | イングヴェイ・マルムスティーン、マイク・ヴェセーラ | イングヴェイ・マルムスティーン | 3:25 |
| 3.                                       | 「メント・トゥ・ビー」(Meant to Be)                     | マイク・ヴェセーラ                                 | イングヴェイ・マルムスティーン | 3:52 |
| 4.                                       | 「フォーエヴァー・ワン」(Forever One)                   | イングヴェイ・マルムスティーン                     | イングヴェイ・マルムスティーン | 4:35 |
| 5.                                       | 「ヘアトリガー」(Hairtrigger)                           | イングヴェイ・マルムスティーン                     | イングヴェイ・マルムスティーン | 2:43 |
| 6.                                       | 「ブラザーズ」(Brothers)                                | (Instrumental)                                     | イングヴェイ・マルムスティーン | 3:47 |
| 7.                                       | 「セヴンス・サイン」(Seventh Sign)                      | イングヴェイ・マルムスティーン                     | イングヴェイ・マルムスティーン | 6:31 |
| 8.                                       | 「バッド・ブラッド」(Bad Blood)                         | イングヴェイ・マルムスティーン、マイク・ヴェセーラ | イングヴェイ・マルムスティーン | 4:25 |
| 9.                                       | 「プリズナー・オブ・ユア・ラヴ」(Prisoner of Your Love) | アンバードーン・マルムスティーン                   | イングヴェイ・マルムスティーン | 4:27 |
| 10.                                      | 「ピラミッド・オブ・キーオプス」(Pyramid of Cheops)     | イングヴェイ・マルムスティーン                     | イングヴェイ・マルムスティーン | 5:10 |
| 11.                                      | 「クラッシュ・アンド・バーン」(Crash and Burn)          | イングヴェイ・マルムスティーン、マイク・ヴェセーラ | イングヴェイ・マルムスティーン | 4:05 |
| 12.                                      | 「ソロウ」(Sorrow)                                      | (Instrumental)                                     | イングヴェイ・マルムスティーン | 2:02 |
| 合計時間:                                | 合計時間:                                               | 合計時間:                                          | 48:31                          |      |

| #   | タイトル                                    | 作詞                           | 作曲                           | 時間 |
| --- | ------------------------------------------- | ------------------------------ | ------------------------------ | ---- |
| 13. | 「エンジェル・イン・ヒート」(Angel in Heat) | イングヴェイ・マルムスティーン | イングヴェイ・マルムスティーン | 4:14 |

| #   | タイトル            | 作詞           | 作曲                           | 時間 |
| --- | ------------------- | -------------- | ------------------------------ | ---- |
| 13. | 「In the Distance」 | (instrumental) | イングヴェイ・マルムスティーン | 2:47 |

## 参加者
- イングヴェイ・マルムスティーン：すべてのエレクトリックギター、アコースティック・ギター、エレクトリックベース、フレットレスベース、シタールおよびヴォーカル
- マイク・ヴェセーラ：ヴォーカル
- マッツ・オラウソン：キーボード
- マイク・テラーナ：ドラムス
- Rich DiSilvio：カバーアート